# Renoz
Renoz was een Belgische adellijke familie.

## Geschiedenis
In 1763 werd aan Jacques-Barthélemy Renoz een attest afgeleverd door de wapenheraut van het prinsbisdom Luik waaruit kon blijken dat Renoz een oude adellijke familie uit Bourgondië was. 

## Napoléon Renoz
Napoléon Louis Armand François Alexandre Renoz (Luik, 8 januari 1806 - 1 augustus 1871) was een kleinzoon van Jacques Renoz en een zoon van industrieel Henri Renoz en van Marie-Thérèse Wadeleux. Hij werd kapitein in het Belgische leger, vervolgens inspecteur bij de posterijen en Belgisch consul in Bazel. Hij trouwde met Marie-Anne Magis (1796-1876). Het echtpaar bleef kinderloos.

## Prosper Renoz
Prosper Auguste Benjamin Isidore Joseph Renoz (Luik, 17 mei 1810 - Algiers, 11 augustus 1845) was een broer van bovengemelde Napoléon. Hij werd majoor in het Belgisch leger, vleugeladjudant bij de minister van Oorlog, gedetacheerd bij het Franse leger in Algerije. Hij trouwde in 1837 in Brussel met Zoé van Male de Brachène (1807-1848), die in 1847 hertrouwde met Pierre-Olivier Coomans.